# Бурмістрова Ганна Вікторівна
Ганна Вікторівна Бурмістрова (Прокопенко) (нар. 16 червня 1977, м. Ростов-на-Дону, Російська РФСР, СРСР) — українська гандболістка, призерка Олімпійських ігор.

## Біографія
Вихованка тренерів Любові Чижмакової, Ольги Карпенко та Ігоря Єськова (Ростов-на-Дону). Закінчила Ростовську-на-Дону державну академію будівництва.
Ганна Бурмістрова виступала в 2003-2005 роках за команду «Мотор» із Запоріжжя.
Олімпійську медаль вона виборола на афінській Олімпіаді в складі збірної України з гандболу.
Після завершення кар'єри переїхала в Росію і отримала російське громадянство.